# Lijst van voetbalinterlands Slovenië - Zweden
Deze lijst van voetbalinterlands is een overzicht van alle officiële voetbalwedstrijden tussen de nationale teams van Slovenië en Zweden. De landen speelden tot op heden vier keer tegen elkaar. De eerste ontmoeting, een vriendschappelijke wedstrijd, vond plaats in Göteborg op 26 mei 2008. Het laatste duel, een groepswedstrijd tijdens de UEFA Nations League 2022/23, werd gespeeld op 27 september 2022 in Solna.

## Wedstrijden
| № | Plaats    | Datum             | Competitie                  | Wedstrijd         | Uitslag |
| - | --------- | ----------------- | --------------------------- | ----------------- | ------- |
| 1 | Göteborg  | 26 mei 2008       | Vriendschappelijk           | Zweden – Slovenië | 1 – 0   |
| 2 | Malmö     | 30 mei 2016       | Vriendschappelijk           | Zweden – Slovenië | 0 – 0   |
| 3 | Ljubljana | 2 juni 2022       | UEFA Nations League 2022/23 | Slovenië – Zweden | 0 – 2   |
| 4 | Solna     | 27 september 2022 | UEFA Nations League 2022/23 | Zweden − Slovenië | 1 − 1   |
| 5 | Ljubljana | 5 september 2025  | WK 2026 kwalificatie        | Slovenië − Zweden |         |
| 6 | Solna     | 18 november 2025  | WK 2026 kwalificatie        | Zweden − Slovenië |         |

## Samenvatting
| Competitie          | Totaal gespeeld | Winst Slovenië | Gelijk | Winst Zweden | Doelsaldo Slovenië – Zweden |
| ------------------- | --------------- | -------------- | ------ | ------------ | --------------------------- |
| UEFA Nations League | 2               | 0              | 1      | 1            | 1 − 3                       |
| Vriendschappelijk   | 2               | 0              | 1      | 1            | 0 − 1                       |
| Totaal              | 4               | 0              | 2      | 2            | 1 − 4                       |

## Details

### Eerste ontmoeting
De eerste ontmoeting tussen de nationale voetbalploegen van Slovenië en Zweden vond plaats op 26 mei 2008. Het vriendschappelijke duel, bijgewoond door 21.118 toeschouwers, werd gespeeld in het Ullevi Stadion in Göteborg, en stond onder leiding van scheidsrechter William Collum uit Schotland. Hij deelde een gele kaart uit. Collum werd geassisteerd door zijn landgenoten George Drummond en Keith Sorbie. Bij Slovenië maakten twee spelers hun debuut in de nationale ploeg: Luka Elsner (NK Domžale) en Zoran Zeljkovič (NK Interblock Ljubljana). Het was voor de Zweden de op een na laatste oefenwedstrijd voor de start van het Europees kampioenschap voetbal 2008 in Oostenrijk en Zwitserland.
| Vriendschappelijk (Göteborg, Zweden, 26 mei 2008): |              | |
| Zweden | 1 – 0        | Slovenië |
| Tobias Linderoth 41' | goals        | |
| Lars Lagerbäck | bondscoach   | Matjaž Kek |
| Andreas Isaksson Fredrik Stoor Olof Mellberg 73' Daniel Majstorović Daniel Andersson Tobias Linderoth 46' Christian Wilhelmsson Mikael Nilsson 78' Sebastian Larsson 78' Kennedy Bakırcıoğlu 46' Marcus Allbäck 46' | opstellingen | Samir Handanovič Boštjan Cesar 83' Mišo Brečko Mitja Mörec Branko Ilić Marko Šuler 88' Bojan Jokić 60' Dalibor Stevanović Andraž Kirm 83' Milivoje Novakovič 71' Mirnes Šišić |
| Johan Elmander 46' Henrik Larsson 46' Anders Svensson 46' Andreas Granqvist 73' Niclas Alexandersson 78' Mikael Dorsin 78'                                                                                          | wissels      | 60' Darijan Matić 71' Miran Burgič 83' Zlatan Ljubijankič 83' Zoran Zeljkovič 88' Luka Elsner                                                                                 |
| | gele kaarten | 50' Mitja Mörec |

### Tweede ontmoeting
| Vriendschappelijk (Malmö, Zweden, 30 mei 2016): |              | |
| Zweden | 0 – 0        | Slovenië |
| | goals        | |
| Erik Hamrén | bondscoach   | Srečko Katanec |
| Andreas Isaksson Andreas Granqvist Mikael Lustig 46' Victor Lindelöf Pontus Wernbloom 71' Sebastian Larsson Jimmy Durmaz Oscar Hiljemark Emil Forsberg 46' John Guidetti Isaac Thelin | opstellingen | Vid Belec Bojan Jokić 85' Nejc Skubic Aljaž Struna Luka Krajnc 57' Rok Kronaveter 90' Josip Iličić 88' Rene Krhin 82' Roman Bezjak 60' Robert Berić Kevin Kampl |
| Pontus Jansson 46' Erkan Zengin 46' Marcus Rohdén 71' | wissels      | 57' Jasmin Kurtič 60' Milivoje Novakovič 82' Matic Črnic 85' Boban Jović 88' Rajko Rotman 90' Andraž Struna                                                     |
| | gele kaarten | 64' Bojan Jokić 75' Jasmin Kurtič 86' Luka Krajnc |
| - Debuut van Boban Jović (Wisła Kraków) en Rok Kronaveter (NK Olimpija) voor Slovenië.                                                                                                |              | |

NZS · A-internationals · Bondscoaches · Selecties · Statistieken · Sloveens vrouwenelftal · Olympisch elftal · Slovenië U21 · Slovenië U20 · Slovenië U19 · Slovenië U18 · Slovenië U17 · Slovenië U16
1991 – 1999 ·
2000 – 2009 ·
2010 – 2019 ·
2020 − 2029
EK's: 1996 · 
2000 · 
2004 · 
2008 · 
2012 · 
2016 · 
2020 · 
2024
WK's: 1998 · 
2002 · 
2006 · 
2010 · 
2014 · 
2018 ·
2022
1991 · 
1992 · 
1993 · 
1994 · 
1995 · 
1996 · 
1997 · 
1998 · 
1999 · 
2000 · 
2001 · 
2002 · 
2003 · 
2004 · 
2005 · 
2006 · 
2007 · 
2008 · 
2009 · 
2010 · 
2011 · 
2012 · 
2013 · 
2014 · 
2015 · 
2016 · 
2017 · 
2018 ·
2019 ·
2020 ·
2021 ·
2022 ·
2023 ·
2024
Albanië ·
Algerije ·
Argentinië ·
Armenië ·
Australië ·
Azerbeidzjan ·
België ·
Bosnië en Herzegovina ·
Bulgarije ·
Canada ·
China ·
Colombia ·
Cyprus ·
Denemarken ·
Duitsland ·
Engeland ·
Estland ·
Faeröer ·
 Finland ·
Frankrijk ·
Georgië ·
Ghana ·
Gibraltar ·
Griekenland ·
Honduras ·
Hongarije ·
IJsland ·
Israël ·
Italië ·
Ivoorkust ·
Joegoslavië ·
Kazachstan ·
Kosovo ·
Kroatië ·
Letland ·
Litouwen ·
Luxemburg ·
Malta ·
Mexico ·
Moldavië ·
Montenegro ·
Nederland ·
Nieuw-Zeeland ·
Noord-Ierland ·
Noord-Macedonië ·
Noorwegen ·
Oekraïne ·
Oman ·
Oostenrijk ·
Paraguay ·
Polen ·
Portugal ·
Qatar ·
Roemenië ·
Rusland ·
San Marino ·
Saoedi-Arabië ·
Schotland ·
Servië ·
Servië en Montenegro ·
Slowakije ·
Spanje ·
Trinidad en Tobago ·
Tsjechië ·
Tunesië ·
Turkije · 
Uruguay ·
Verenigde Arabische Emiraten ·
Verenigde Staten ·
Wales ·
Wit-Rusland ·
Zuid-Afrika ·
Zweden ·
Zwitserland
Algerije (2010) · 
Engeland (2010) · 
Paraguay (2002) · 
Spanje (2002) · 
Verenigde Staten (2010) · 
Zuid-Afrika (2002)
SvFF · A-internationals · Selecties · Bondscoaches · Zweeds vrouwenelftal · Olympisch elftal · Zweden U21 · Zweden U20 · Zweden U19 · Zweden U18 · Zweden U17 · Zweden U16 · Vrouwen U17
1908 – 1919 ·
1920 – 1929 ·
1930 – 1939 ·
1940 – 1949 ·
1950 – 1959 ·
1960 – 1969 ·
1970 – 1979 ·
1980 – 1989 ·
1990 – 1999 ·
2000 – 2009 ·
2010 – 2019 ·
2020 − 2029
EK 1960 · 
EK 1964 · 
EK 1968 · 
EK 1972 · 
EK 1976 · 
EK 1980 · 
EK 1984 · 
EK 1988 · 
EK 1992 ·
EK 1996 · 
EK 2000 ·
EK 2004 ·
EK 2008 ·
EK 2012 · 
EK 2016 · 
EK 2020
WK 1930 · 
WK 1934 ·
WK 1938 ·
WK 1950 ·
WK 1954 · 
WK 1958 ·
WK 1962 · 
WK 1966 · 
WK 1970 ·
WK 1974 ·
WK 1978 ·
WK 1982 · 
WK 1986 · 
WK 1990 ·
WK 1994 ·
WK 1998 · 
WK 2002 ·
WK 2006 ·
WK 2010 · 
WK 2014 · 
WK 2018
OS 1908 · 
OS 1912 · 
OS 1920 · 
OS 1924 · 
OS 1928 · 
OS 1932 · 
OS 1936 · 
OS 1948 · 
OS 1952 · 
OS 1956 · 
OS 1964 · 
OS 1968 · 
OS 1972 · 
OS 1976 · 
OS 1980 · 
OS 1984 · 
OS 1988 · 
OS 1992 · 
OS 1996 · 
OS 2000 · 
OS 2004 · 
OS 2008 · 
OS 2012 · 
OS 2016
1908 · 
1909 · 
1910 · 
1911 · 
1912 · 
1913 · 
1914 · 
1915 · 
1916 · 
1917 · 
1918 · 
1919 · 
1920 · 
1921 · 
1922 · 
1923 · 
1924 · 
1925 · 
1926 · 
1927 · 
1928 · 
1929 · 
1930 · 
1931 · 
1932 · 
1933 · 
1934 · 
1935 · 
1936 · 
1937 · 
1938 · 
1939 · 
1940 ·
1941 ·
1942 ·
1943 ·
1944  ·
1945 · 
1946 · 
1947 · 
1948 · 
1949 · 
1950 · 
1952 · 
1952 · 
1953 · 
1954 · 
1955 · 
1956 · 
1957 · 
1958 · 
1959 ·
1960 · 
1961 · 
1962 · 
1963 · 
1964 · 
1965 · 
1966 · 
1967 · 
1968 · 
1969 ·
1970 · 
1971 · 
1972 · 
1973 · 
1974 · 
1975 · 
1976 · 
1977 · 
1978 · 
1979 ·
1980 · 
1981 · 
1982 · 
1983 · 
1984 · 
1985 · 
1986 · 
1987 · 
1988 · 
1989 · 
1990 · 
1991 · 
1992 · 
1993 · 
1994 · 
1995 · 
1996 · 
1997 · 
1998 · 
1999 · 
2000 · 
2001 · 
2002 · 
2003 · 
2004 · 
2005 · 
2006 · 
2007 · 
2008 · 
2009 · 
2010 · 
2011 · 
2012 · 
2013 · 
2014 · 
2015 · 
2016 · 
2017 · 
2018 ·
2019 ·
2020 ·
2021
Albanië ·
Algerije ·
Argentinië ·
Armenië ·
Australië ·
Azerbeidzjan ·
Bahrein ·
Barbados ·
België ·
Bosnië en Herzegovina ·
Botswana ·
Brazilië ·
Bulgarije ·
Chili ·
China ·
Colombia ·
Costa Rica ·
Cuba ·
Cyprus ·
DDR ·
Denemarken ·
Duitsland ·
Ecuador ·
Egypte ·
Engeland ·
Estland ·
Faeröer ·
Finland ·
Frankrijk ·
Georgië ·
Griekenland ·
Hongarije ·
Ierland ·
IJsland ·
Iran ·
Israël ·
Italië ·
Ivoorkust ·
Jamaica ·
Japan ·
Joegoslavië ·
Jordanië ·
Kameroen ·
Kazachstan ·
Kosovo ·
Kroatië ·
Letland ·
Liechtenstein ·
Litouwen ·
Luxemburg ·
Maleisië ·
Malta ·
Mexico ·
Moldavië ·
Montenegro ·
Nederland ·
Nieuw-Zeeland ·
Nigeria ·
Noord-Ierland ·
Noord-Korea ·
Noord-Macedonië ·
Noorwegen ·
Oekraïne ·
Oezbekistan ·
Oman ·
Oostenrijk ·
Paraguay ·
Peru ·
Polen ·
Portugal ·
Qatar ·
Roemenië ·
Rusland ·
San Marino ·
Saoedi-Arabië ·
Schotland ·
Senegal ·
Servië ·
Singapore ·
Slovenië ·
Slowakije ·
Sovjet-Unie ·
Spanje ·
Syrië ·
Thailand ·
Trinidad en Tobago ·
Tsjechië ·
Tsjecho-Slowakije ·
Tunesië ·
Turkije ·
Uruguay ·
Venezuela ·
Verenigde Arabische Emiraten ·
Verenigde Staten ·
Verenigd Koninkrijk ·
Wales ·
Wit-Rusland ·
Zuid-Afrika ·
Zuid-Korea ·
Zwitserland
Brazilië (1958) ·
Duitsland (2006) ·
Duitsland (2018) ·
Engeland (2006) ·
Engeland (2012) ·
Engeland (2018) ·
Frankrijk (2012) ·
Griekenland (2008) ·
Ierland (2016) ·
Italië (2016) ·
Mexico (2018) ·
Oekraïne (2012) ·
Oekraïne (2021) ·
Paraguay (2006) ·
Polen (2021) ·
Rusland (2008) ·
Slowakije (2021) ·
Spanje (2008) ·
Spanje (2021) ·
Trinidad en Tobago (2006) ·
Zuid-Korea (2018) ·
Zwitserland (2018)